# Ikunguigazi
Ikunguigazi è una circoscrizione rurale (rural ward) della Tanzania situata nel distretto di Mbogwe, regione di Geita. Conta una popolazione di 8 053 abitanti (censimento 2012).